# Rektaszcenzió

Az ekvatoriális koordináta‑rendszer

A rektaszcenzió (latin: ascensio recta, egyenes emelkedés) a csillagászati célokra használt II. ekvatoriális koordináta-rendszer egyik koordinátája (hosszúság). A tavaszpontból kiindulva órákban mérik, az északi égi pólusról nézve az óramutató járásával ellentétes, tehát a Nap évi mozgásával megegyező irányban. Földi megfelelője a földrajzi hosszúság. 
 A másik koordináta a deklináció (szélesség).

## Nevezetes rektaszcenziós pontok
- 0 óra: Tavaszi nap-éj egyenlőség pontja (Halak csillagkép)
- 6 óra: Nyári napforduló pontja (Ikrek csillagkép)
- 12 óra: Őszi nap-éj egyenlőség pontja (Szűz csillagkép)
- 18 óra: Téli napforduló pontja (Nyilas csillagkép)